# Yusuf ibn 'Abd al-Barr
Ibn ‘Umar Yûsuf ibn ‘Abd Allâh ibn Muhammad ibn ‘Abd al-Barr al-Namirî al-Kurtubî, conocido como Yusuf Ibn 'Abd al-Barr, fue un prestigioso jurista de al-Ándalus, nacido en Córdoba en el año 978, y fallecido en Shatiba (Játiva), en 1071.
Fue un estudioso, versado en derecho, genealogía e historia. 
En una primera etapa se manifestó zahirí, concepción filosófica que sólo aceptaba el derecho como interpretación literal del Corán, no aceptando la analogía como principio analítico. Más tarde, adoptó posiciones del malikismo. Fue cadí en Lisboa y Santarém.
Según Ibn Bashkuwâl e Ibn Hazm, fue un erudito destacable, de prestigio en todo el mundo musulmán.
No debe confundírsele con el también cadí cordobés, Abu Ibn 'Abd al-Barr, que fue ordenado ejecutar por Abd al-Rahman III en el año 950.